# Teó de Samos
Teó de Samos (en llatí Theon, en grec antic Θέων) fou un pintor grec del que Quintilià diu que era un dels que van florir després de Filip II de Macedònia, fins a l'època dels successors d'Alexandre el Gran, el temps en què actuaven els pintors Pàmfil, Melant de Sició, Apel·les de Colofó i Protògenes de Rodes.
El mèrit principal de Teó va ser la seva prolífica fantasia, (concipiendis visionibus, quas φαντασίας vocant), una característica que aportava un refinament excessiu i l'inici de la decadència de la pintura. Segon Claudi Elià va transgredir el seu propi art intentant produir un efecte trencador. Va pintar un quadre on es veia un soldat que corria cap a una batalla, i mai va exhibir la imatge sense acompanyar-la d'un toc de trompetes que cridaven a la càrrega per impressionar als espectadors. Plini el Vell el situa entre els pintors primis proximi, i parla de dues de les seves obres: Orestis insania, i Thamyrus citharoedus. El Pseudo Plutarc explica que la primera d'aquestes obres representava Orestes matant a la seva mare.